# Central Andros
Central Andros is een district van de Bahama's op het eiland Andros. In 2000 telde het district 7686 inwoners.